# Les Amants éternels
Pour plus de détails, voir Fiche technique et Distribution.
Les Amants éternels (Forever Mine) est un thriller américain réalisé par Paul Schrader et sorti en 1999.

## Synopsis
1987. Dans un avion se dirigeant vers New York, deux hommes, Alan Riply et Javier, discutent. Alan se souvient d'une liaison qu'il a eue 14 ans plus tôt alors qu'il était employé dans un hôtel de luxe près de la plage à Miami. Il y était tombé amoureux d'Ella Brice, la belle épouse du magnat des affaires Mark Brice. Ce dernier va découvrir leur liaison et ordonner de faire abattre Alan et de l'enterrer vivant sur un chantier de construction. Bien que défiguré, Alan va survivre. Treize ans plus tard, il revient donc à New York sous l'identité de Manuel Esquema, homme d'affaires influent dans les milieux de la pègre. Il veut à tout prix retrouver Ella et se venger Mark Brice.

## Fiche technique
Sauf indication contraire, les informations mentionnées dans cette section peuvent être confirmées par la base de données cinématographiques IMDb,  présente dans la section « Liens externes ».
- Titre français : Les Amants éternels (Vengeance intime pour certains DVD)
- Titre original : Forever Mine
- Réalisation et scénario : Paul Schrader
- Musique : Angelo Badalamenti
- Direction artistique : Paul D. Austerberry
- Décors : Carolyn Loucks
- Costumes : Marit Allen
- Montage : Kristina Boden
- Photographie : John Bailey
- Production : Damita Nikapota, Amy Kaufman, Kathleen Haase
- Sociétés de distribution : J&M Entertainment, Forever Mine (UK) Limited et Moonstar Entertainment
- Distribution : J&M Entertainment (États-Unis), SND (France)
- Pays de production :  États-Unis
- Langue originale : anglais
- Format : couleur - 35 mm - 2,35:1 - son Dolby numérique
- Genre : thriller, drame, romance
- Durée : 115 minutes
- Dates de sortie : 
  - États-Unis : 12 novembre 2000
  - France : 18 avril 2007 (sorti directement en DVD)

## Distribution
- Joseph Fiennes (VF : Lionel Tua) : Alan Riply
- Ray Liotta (VF : Marc Alfos) : Mark Brice
- Gretchen Mol (VF : Laura Blanc) : Ella Brice
- Vincent Laresca (VF : Jacques Bouanich) : Javier Cesti
- Myk Watford (VF : David Kruger) : Rick Martino
- Sean Cw Johnson (VF : Julien Sibre) : Randy
- Kevi Kasturas : Julie
- Shannon Lawson (VF : Nathalie Spitzer) : Emily, la mère de Julie
- Ronald Knight (VF : Mario Pecqueur) : l'associé âgé
- Ted Simonett : M. Galen
- Paulette Sinclair : Mme Galen
- John Nelles (VF : Bernard Demory) : Bill Raich